# Shinedown
Shinedown est un groupe de metal alternatif américain, originaire de Jacksonville, en Floride. Le groupe est formé au début de l'année 2001, et signe un contrat avec le label Atlantic Records en 2002. Shinedown dénombre, en 2022 un total de sept albums studio incluant Leave a Whisper (2003), Us and Them en (2005), The Sound of Madness en (2008), Amaryllis (2012), Threat To Survival (2015), Attention Attention (2018) et Planet zero (2022)
Ils participent, entre autres, à la bande originale du film Expendables : Unité spéciale en réalisant la chanson de la bande-annonce, intitulée Diamond Eyes. Leur chanson Devour de l'album The Sound of Madness se retrouve au début du film Destination finale 4. Shinedown dénombre plus de huit millions d'albums vendus dans le monde.
Le groupe a atteint la première place du classement Billboard Mainstream Rock dix-neuf fois, jusqu'en janvier 2024.

## Biographie

### Leave a Whisper(2003–2005)
Leave a Whisper est le premier album du groupe, sorti en juillet 2003. Il comporte des pistes à succès telles que Fly From the Inside, Burning Bright, 45 ou encore la reprise de Simple Man de Lynyrd Skynyrd.
En 2004, le groupe publie un DVD live de l'album intitulé Live from the Inside, enregistré lors de leur concert final de Leave a Whisper, DVD qui contient également un documentaire. Live From the Inside

### Us and Them(2006–2007)
Après l'énorme succès qu'ont connu leur premier album Leave a Whisper et la tournée l'accompagnant, le groupe retourne au studio en 2005 pour enregistrer leur deuxième album. Le 4 octobre 2005, le groupe publie l'album Us and Them duquel ils tirent trois singles: Save Me, I Dare You et Heroes. Le single principal, Save Me, se maintient à la première place des classements Active Rock pendant 12 semaines consécutives, un record encore d'actualité pour le groupe. Les deux autres singles connaissent des succès similaires: I Dare You est utilisé lors de l'émission américaine American Idol par Chris Daughtry, et est la chanson thème secondaire du pay-per-view phare de le WWE WrestleMania 22. Us and Them est certifié disque d'or par la RIAA le 13 novembre 2006.
L'album est décliné en trois versions : l'originale, la version de treize pistes, et une édition limitée avec trois titres acoustiques en bonus et une version spéciale avec deux pistes supplémentaires Break et Carried Away. Sur iTunes, une version deluxe de 25 pistes est publiée contenant des versions live et acoustiques de certaines pistes. Après la publication de l'album, le groupe prend part en 2007 au SnoCore Tour avec Seether, Flyleaf et Halestorm. Le groupe rejoint ensuite Trapt au Equinox Tour. Shinedown joue ensuite son premier concert à l'étranger, à l'Astoria de Londres, le 6 juin 2006 soutenu par Alter Bridge. À l'été 2006, le groupe joue avec Godsmack et Rob Zombie pendant leur tournée en Amérique du Nord, mettant fin à leur tournée mondiale.

### The Sound of Madness(2008–2011)

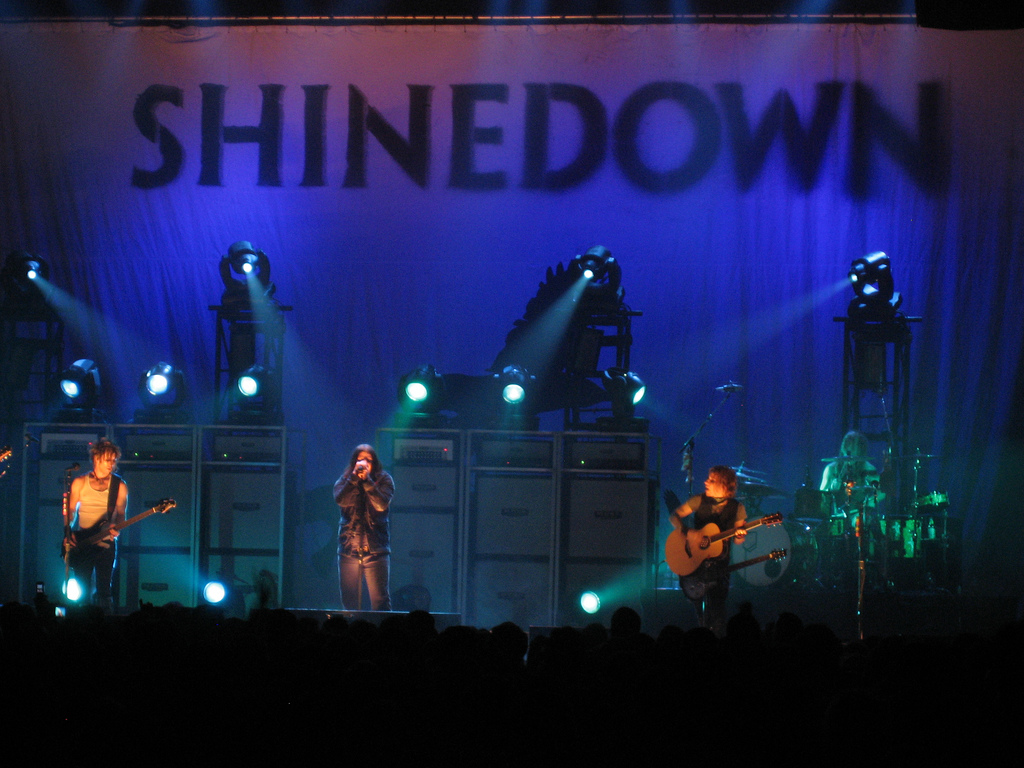
Shinedown, sur scène en 2008.

Le groupe enregistre alors son troisième album à Los Angeles le 20 septembre 2007. Il est publié le 24 juin 2008. Une édition deluxe de cet album est sortie incluant trois pistes bonus. Leur premier single, Devour, est publié le 6 mai 2008, et devient le deuxième no 1 des classements rock. Devour devient la chanson du pay-per-view de la WWE Night of Champions 2008, ainsi qu'une partie de la bande originale du film Destination finale sorti en 2009. Elle est également incluse dans la bande-son du jeu vidéo Madden NFL 09. La vidéo de la chanson Devour est publiée le 25 juin 2006. Sound of Madness, est également utilisée comme chanson pour Wrestlemania 25 le 30 août 2009, pendant un match opposant Shawn Michaels à l'Undertaker. Second Chance, le deuxième single extrait de The Sound of Madness, est le plus gros succès de Shinedown, leur premier titre à atteindre la septième place du Billboard Hot 100. Second Chance est depuis certifié double disque de platine. Il s'agit d'une des chansons détestées par le groupe durant son écriture.
Le 11 avril 2008, le chanteur Brent Smith annonce le départ de Jasin Todd expliquant : « au moment où je vous parle, il n'est plus des nôtres. » Dans les notes de la pochette de The Sound of Madness, Smith dit aimer Todd et le considérer comme le « frère qu’il n'a jamais eu. » Bien que séparé de Shinedown, Todd ne se manifeste plus. Des rumeurs circulent selon lesquelles il aurait rejoint le groupe de nu metal Soil (ce dernier qui démentira aussitôt cette information) ; il finit par devenir le guitariste du groupe de rock Fuel. Shinedown réédite leur album Leave a Whisper en édition deluxe le 7 juillet 2009. Entre les deux albums, le groupe publie vingt-cinq titres inédits, dont sept inédits. Le 18 novembre 2008, Shinedown publie The Sight of Madness, leur premier album de vidéo numérique. L’album contient des vidéos du groupe et cinq vidéos live réalisées au début de 2009 d’une performance à Atlanta, en Géorgie. Shinedown est nommé dans la catégorie « rock alternatif » aux American Music Awards mais n'emporte aucun prix. Cette nomination est due à la réussite à la radio de leur single Second Chance. Pendant les shows du 15 décembre 2009 à Rockford, dans l'Illinois et du 18 décembre à Biloxi, Mississippi, le groupe rejoint Papa Roach sur scène pour enregistrer leur album live intitulé Time for Annihilation. Ils sont ensuite les têtes d'affiche du Carnival of Madness Tour. Cette tournée commence aux États-Unis le 16 juillet 2010, et se termine le 3 septembre 2010 à l'Alaska State Fair.
Shinedown publie The Crow and the Butterfly, le cinquième single extrait de l’album. Shinedown sorti deux chansons pour des bandes originales de film. La piste Her Name is Alice est réalisée pour le film Alice au pays des merveilles, et publiée sur un album nommé Almost Alice. Shinedown contribue également au film de Sylvester Stallone, Expendables
: Unité spéciale avec le single Diamond Eyes (Boom-Lay Boom-Lay Boom). Diamond Eyes est publié sur Internet le 21 juin 2010 comme single officiel le 7 décembre 2010.
Shinedown publie une version CD/DVD deluxe de The Sound of Madness le 23 novembre 2010. Il comporte neuf pistes bonus dont une version de la piste Breaking Inside avec les voix de Lzzy Hale de Halestorm, parmi toutes les musiques vidéo filmées pour The Sound of Madness cette version contient un entretien avec le groupe et cinq clips live auparavant disponible uniquement sur iTunes. The Sound of Madness reste ensuite 120 semaines consécutives au Billboard 200 entre le 24 juin 2008 et fin octobre 2010.
En 2010, le groupe annonce une tournée acoustique appelée Anything and Everything. Dans cette tournée, ils poseront des questions au public et de traîteront des demandes de chansons. Brent Smith annonce les débuts de l'enregistrement d'un DVD live du Anything and Everything Tour à Kansas City, dans le Missouri.
Le 21 février 2011, le groupe annonce via une vidéo sur shinedown.com leur nouveau DVD live nommé Somewhere in the Stratosphere sans date de sortie. Le 8 mars, le groupe annonce sa sortie prévue pour le 3 mai 2011 incluant des images des tournées Carnival of Madness et Somewhere in the Stratosphere, ainsi que des vidéos des coulisses et des interviews.

### Amaryllis(2011–2014)

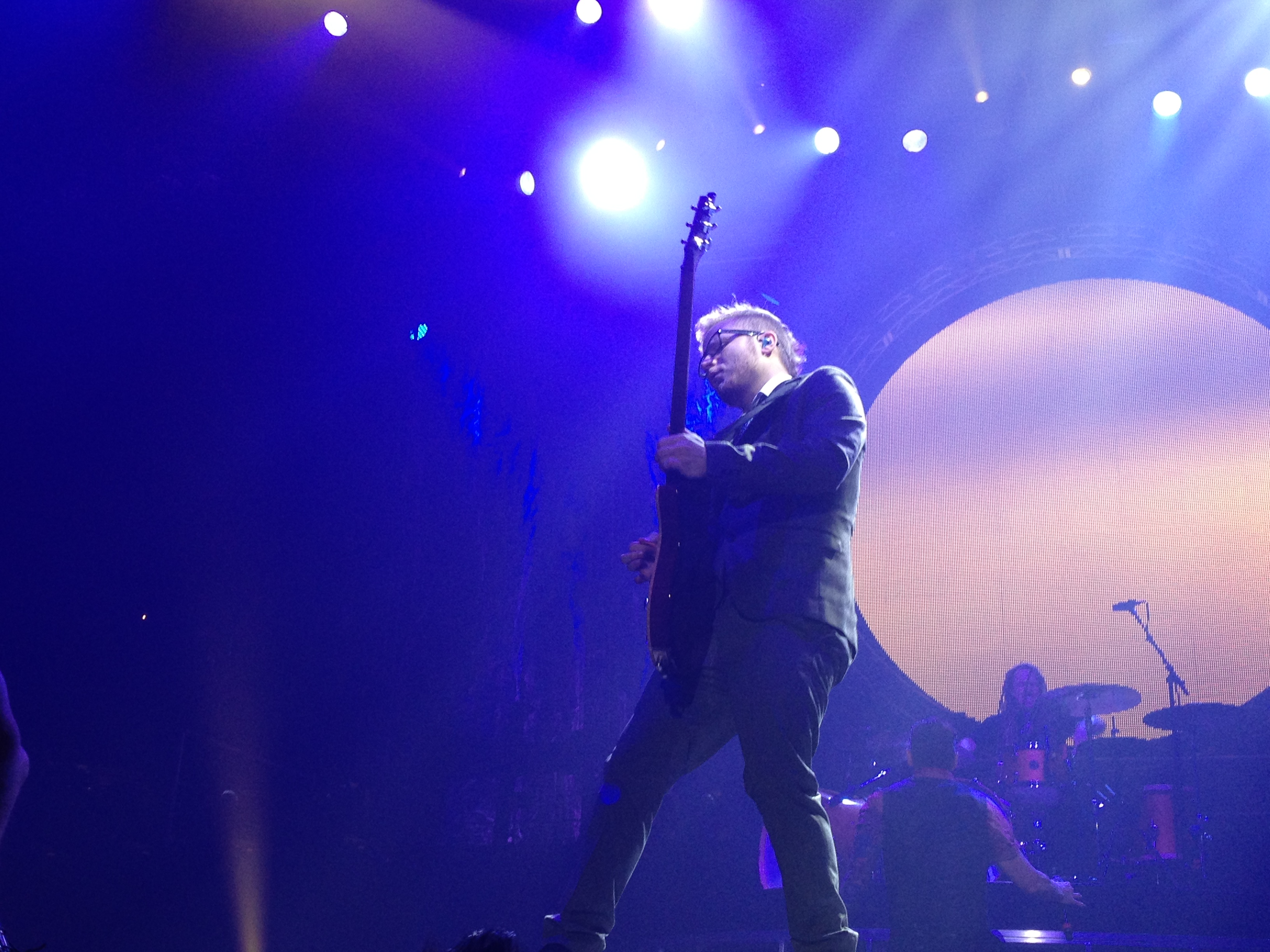
Zach Myers, sur scène en 2013.

En mars 2011, Zach, le guitariste, annonce la venue d'un quatrième album. Sans mentionner le nom de celui-ci, il indique aux fans que le groupe avait déjà 14 chansons d'écrites pour cet album et qu'ils allaient continuer à écrire pendant l'année. En assistant aux 59e BMI Pop Awards le 17 mai 2011, le chanteur et compositeur du groupe se fait demander si leur nouvel album sonnerait comme Sound of Madness, question à laquelle il répond tout simplement : « Pas vraiment, parce que nous ne pouvons pas comparer l'un des autres enregistrements à celui-ci - tout comme nous ne pouvons pas comparer le premier au deuxième ou le troisième au premier. » Il ajoutera : « Nous sommes fiers d'être un groupe dont chaque enregistrement sonne complètement différemment du précédent. La belle chose, c'est le parcours et de trouver où vous êtes dans votre vie, non seulement en tant que personne, mais où vous êtes en tant qu'artiste et en tant que musicien et jusqu'où vous êtes allé et jusqu'où vous avez grandi. Donc, pour nous, nous tournons beaucoup - notre dernier album, nous avons tourné pendant près de trois ans - il est donc très, très crucial et très, très important pour nous pour ce quatrième album [d'être aussi fort que possible], donc nous prenons notre temps ».
Le 16 août 2011, les débuts de l'enregistrement d'un quatrième album sont annoncées au studio Ocean Way Recording appartenant à Atlantic Records avec le producteur Rob Cavallo, qui a travaillé à l'enregistrement de l'album Sound of Madness. Le 15 décembre 2011, le groupe annonce la sortie d'un premier single de son nouvel opus le 3 janvier 2012 ; ce single porte le titre de Bully et traite d'un sujet beaucoup discuté et assez d'actualité : l'intimidation.
Le 3 janvier 2012, en même temps que la sortie de leur tout premier single, le groupe annonce le nom de leur quatrième album, Amaryllis, par la suite publié le 23 mars en Europe, puis dans différents pays jusqu'au 27 mars où il fera sa grande sortie aux États-Unis. Ce lancement massif étalé sur plusieurs jours se fait avec l'aide d'une entente avec le label Roadrunner Records. Amaryllis est un album beaucoup plus détendu et moins lourd que Sound of Madness. Ainsi, on retrouve beaucoup de pistes s’apparentant à des musiques d’orchestres. La chanson Adrenaline, qui est musicalement un mélange entre Cyanide et Cry for Help du troisième album, et Bully sont les deux plus lourdes chansons de l'album avec des paroles assez brutales tandis que les autres chansons reposent sur de simples riffs et des paroles s’apparentant à de la prévention[Interprétation personnelle ?].
Le groupe enregistre une nouvelle chanson, I'm Alive, pour le film The Avengers. Cette chanson est disponible sur l'album officiel du film qui sortira le 1er mai 2012 partout dans le monde.

### Threat to Survival(2015 - 2018)

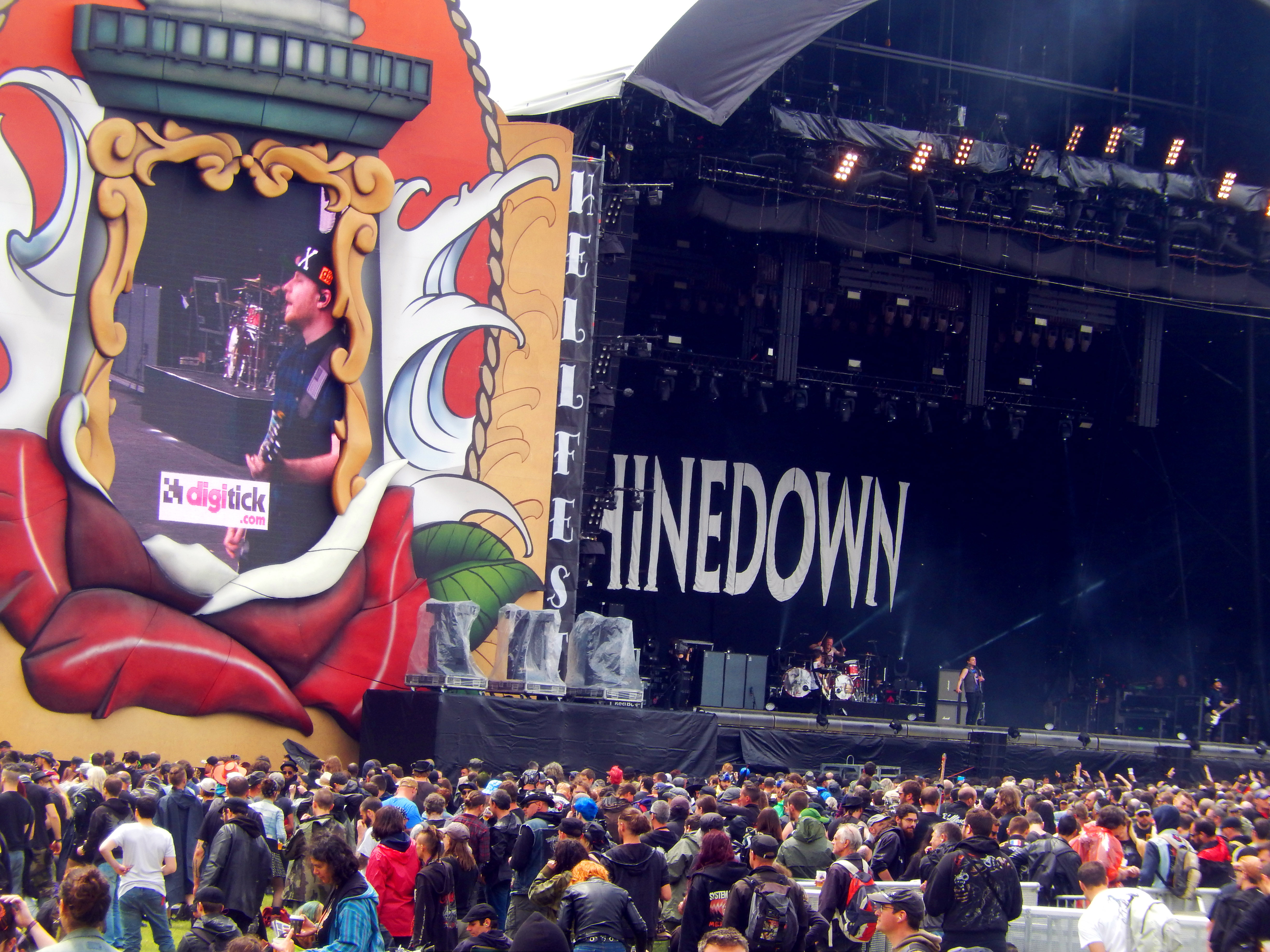
Shinedown au Hellfest 2016

Le 29 juin 2015, le groupe publie un nouveau single, intitulé Cut the Cord. Le 7 août, 2015, ils annonçaient leur cinquième album Threat to Survival, publié le 18 septembre 2015. Deux chansons supplémentaires ont été rendues disponibles en format digital avant la sortie de l'album — Black Cadillac le 14 août et State of My Head le 27 août[réf. nécessaire].

## Style musical
La musique de Shinedown peut être catégorisée hard rock,,, metal alternatif,, et post-grunge,,. En août 2013, le batteur Barry Kerch désapprouve les genres dans lesquels ils sont catégorisés. Il explique : « on est juste un groupe de rock 'n roll. »

## Membres

### Membres actuels
- Brent Smith – chant (depuis 2001)
- Zach Myers – guitare solo (depuis 2008), chœur (depuis 2005) ; basse (2007-2008), guitare rythmique (2005-2007, depuis 2008)
- Eric Bass – basse, piano, chœur (depuis 2008)
- Barry Kerch – batterie, percussions (depuis 2001)

### Anciens membres
- Brad Stewart – basse (2001–2007)
- Jasin Todd  – guitare solo (2001–2008)
- Nick Perri – guitare solo (2008)

## Discographie

### Collaborations
- Her Name Is Alice sur l'album Almost Alice (Musique du film Alice au pays des merveilles) (2010)

## Vidéographie
- 45 (2006)
- Save Me (2006)
- Simple Man (2007)
- Devour karaoké version (2008)
- Devour (2008)
- The sound of madness (2008)
- Second Chance (2009)
- Lady So Divine (2009)
- The Crow and the Butterfly (2009)
- If you only knew (2009)
- Diamond Eye (2010)
- Bully (2012)
- Unity (2012)
- Enemies (2012)

## Charts

### Albums
| Date de sortie | Album | Meilleure position/ Nombre de semaines dans les charts/ Certifications | Meilleure position/ Nombre de semaines dans les charts/ Certifications | Labels                              |
| Date de sortie | Album | [ 30 ]                                                                 | [ 31 ]                                                                 | Labels                              |
| -------------- | --- | ---------------------------------------------------------------------- | ---------------------------------------------------------------------- | ----------------------------------- |
| 27 mai 2003    | Leave a Whisper - 1er single : Fly from the Inside - 2e single : 45 - 3e single : Simple Man - 4e single : Burning Bright                                                     | 53 — 60 —                                                              | —                                                                      | Atlantic Records                    |
| 4 octobre 2005 | Us and Them - 1er single : Save Me - 2e single : I Dare You - 3e single : Heroes                                                                                              | 23 — 39 —                                                              | —                                                                      | Atlantic Records                    |
| 24 juin 2008   | The Sound of Madness - 1er single : Devour - 2e single : Second Chance - 3e single : Sound of Madness - 4e single : If You Only Knew - 5e single : The Crow and the Butterfly | 8 — 126 —                                                              | 19 — 1 —                                                               | Atlantic Records                    |
| 26 mars 2012   | Amaryllis - 1er single : Bully - 2e single : Unity - 3e single : Enemies - 4e single : I'll Follow You - 5e single : Amaryllis - 6e single : Through the Ghost                | 4 — 24 —                                                               | 7 — 2 —                                                                | Atlantic Records Roadrunner Records |